# Памятник Николаю Гоголю (Нежин)
Памятник Николаю Гоголю (укр. Пам’ятник Миколі Гоголю) — памятник монументального искусства национального значения в Нежине: на главной аллее в сквере Гоголя.
Открыт монумент 4 сентября 1881 года. Этот памятник является первым памятником писателю не только в Украине, но и в тогдашней Российской империи (и во всем мире).

## История
Постановлением Кабинета министров Украины от 03.09.2009 № 928 «Про занесение объектов культурного наследия национального значения в Государственный реестр недвижимых памятников Украины» («Про занесення об'єктів культурної спадщини національного значення до Державного реєстру нерухомих пам'яток України») присвоен статус памятник монументального искусства национального значения с охранным № 250020-Н под названием Памятник писателю Н. В. Гоголю. 

## История памятника

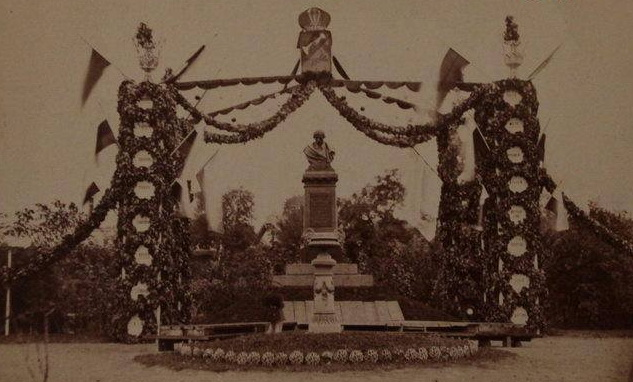
Открытие памятника Николаю Гоголю в Нежине 4 сентября 1881

Памятник был сооружен на общественные средства.
Инициаторами создания памятника были бывшие выпускники лицея кн. Безбородко, преподаватели и студенты Нежинского историко-филологического института, передовая общественность Нежина. Выпускники лицея: член Нежинского окружного суда И. Дейнека, нежинский дворянин В. Тарновский и другие, заручились поддержкой известного вельможи — В. Кочубея и добились разрешения Министерства внутренних дел на сооружение в Нежине бюста Н. Гоголю.
В 1880 году был создан комитет для сбора средств на памятник, к которому, кроме местных деятелей, вошли историк Н. И. Костомаров, писатели Н. В. Гербель, Л. И. Глебов, Д. В. Григорович, А. Н. Островский, И. С. Тургенев, меценаты братья Терещенко. В сборе средств активное участие приняли студенты Нежинского историко-филологического института, художники-передвижники во главе с Н. Н. Ге, которые организовали выставку картин и выручку от их продажи передали в фонд сооружения памятника. Всего было собрано 8905 руб.
Автор проекта — уроженец Черниговщины, академик Петербургской Академии Художеств (1869), скульптор П. П. Забила (Забелло, 1830—1917).
Все чугунное и бронзовое литье выполнено под его непосредственным руководством в петербургской литейной мастерской Ботта и Шопена.

## Описание памятника

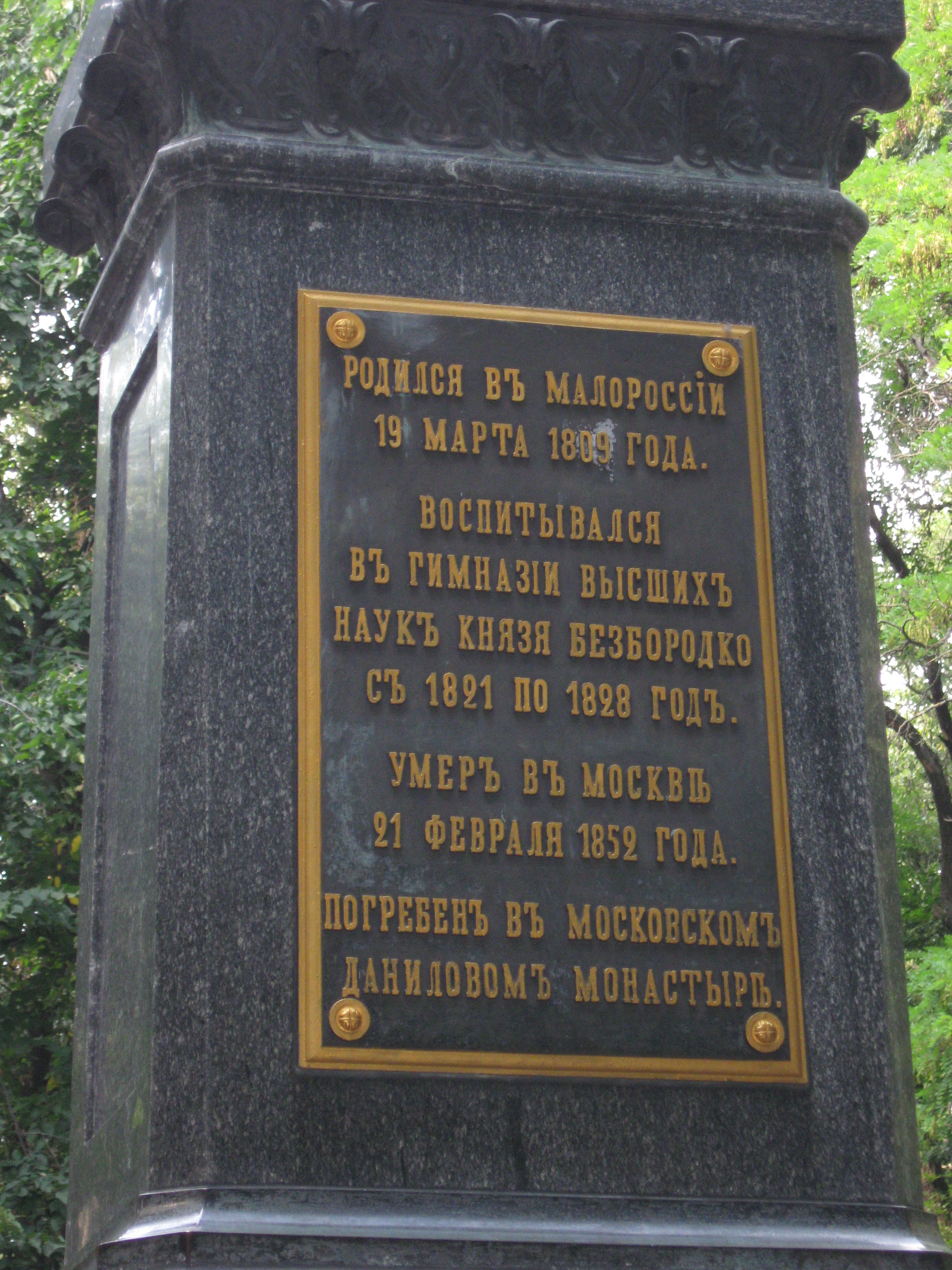
Надпись на постаменте

Памятник представляет собой бронзовый бюст Н. Гоголя (высотой 0,9 м) на гранитном постаменте (высота 2,7 м).
По периметру памятник огражден массивными цепями, подвешенными к чугунным тумбам (на момент открытия памятника ограждения вокруг не было, его, вероятно, сделали местные мастера). С обеих сторон — два литых чугунных столба, поддерживающих по пять крестообразно расположенных фонарей. Постамент увенчан профилированным карнизом.
На лицевой и тыльной сторонах вмонтированы медные доски с текстами, выполненными дореформенным шрифтом: «…определено мнѣ чудной властью… озирать жизнь сквозь видный миру смехъ и незримыя невидимыя ему слезы !». «Родился въ Малороссии 19 марта 1809 года. Воспитывался въ гимназіи высших наукъ князя Безбородько с 1821 по 1828 год. Умер в Москве 21 февраля 1852 года. Погребенъ въ Московсъкомъ Даниловомъ монастыріе».
Памятник и окружающее его пространство составляют совершенный и целостный ансамбль.

## Городское предание, связанное с памятником

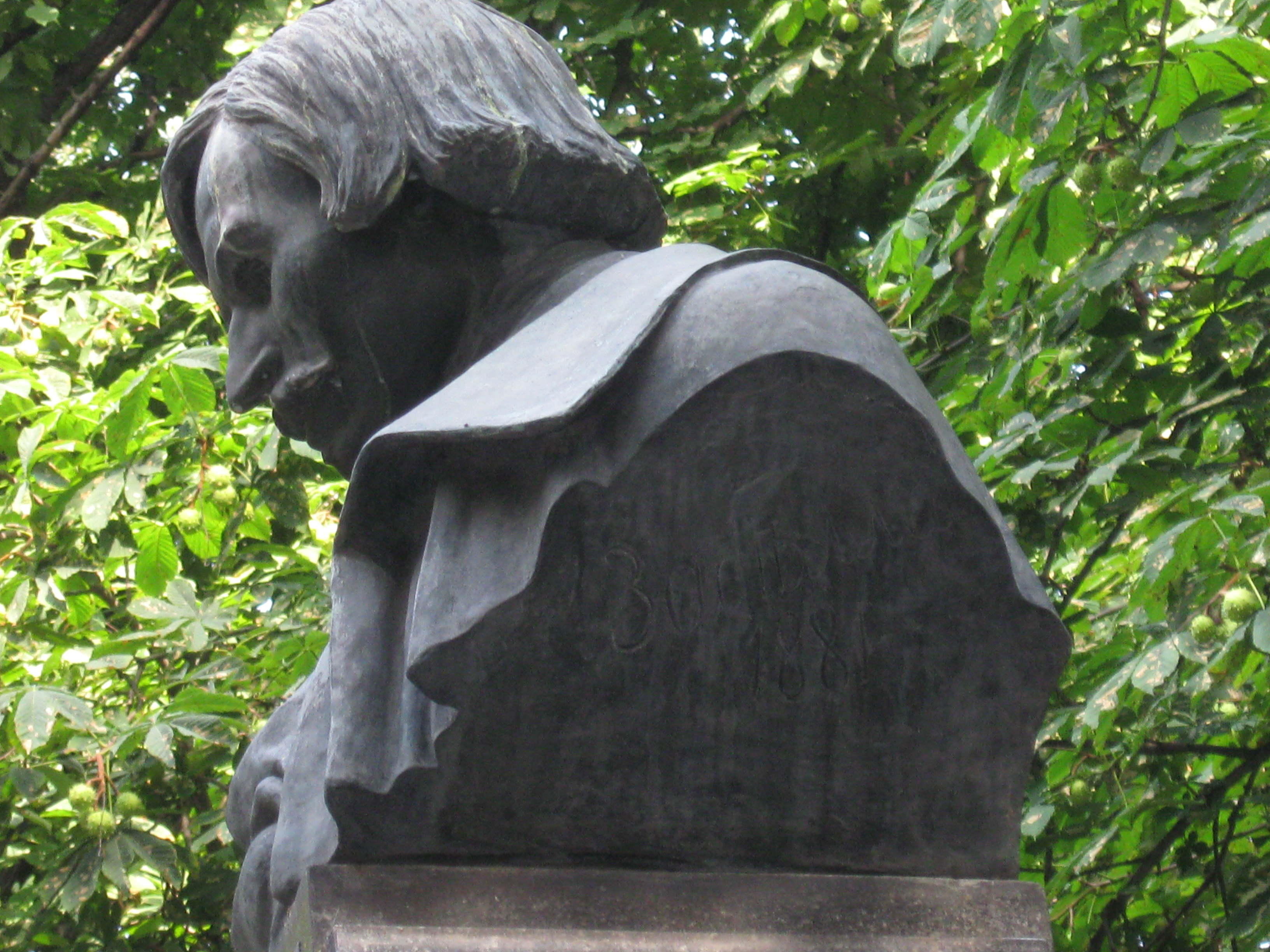
Автограф П. Забилы

В Нежине существует предание, что будто бы подражая давним традициям иконописцев, автор памятника Гоголю Пармен Забила «спрятал» в складках гоголевского портрета свой автопортрет — там, где обычно художники ставят свою подпись, то есть справа снизу. Небольшая грань под складками плаща на первый взгляд кажется темной и ровной, но филигранно скомпонованный и искусно сделанный рельеф грани в определённой точке обзора открывает лик пятидесятилетнего Пармена Забилы. Края складок рисуют контур профиля: лоб, горбатый нос, губы, бородку. Очертания грани очерчивают массивную, надменно посаженную голову, с непокорными волосам. Мягкие тени модулируют выпуклый лоб, прическу, широкие скулы. Вверху автограф: «П.Забелло», ниже дата: 1881 г. Интересно, что тогдашний портрет Забилы действительно совпадает в профилем, который можно увидеть, всматриваясь в памятник Николаю Гоголю.